# Nops
Nops es un género de arañas araneomorfas de la familia Caponiidae. Se encuentra en América.

## Lista de especies
Según The World Spider Catalog 12.0:
- Nops anisitsi Strand, 1909
- Nops ariguanabo Alayón, 1986
- Nops bellulus Chamberlin, 1916
- Nops blandus (Bryant, 1942)
- Nops branicki (Taczanowski, 1874)
- Nops coccineus Simon, 1891
- Nops craneae Chickering, 1967
- Nops enae Sánchez-Ruiz, 2004
- Nops ernestoi Sánchez-Ruiz, 2005
- Nops farhati Prosen, 1949
- Nops flutillus Chickering, 1967
- Nops gertschi Chickering, 1967
- Nops glaucus Hasselt, 1887
- Nops guanabacoae MacLeay, 1839
- Nops largus Chickering, 1967
- Nops maculatus Simon, 1893
- Nops mathani Simon, 1893
- Nops meridionalis Keyserling, 1891
- Nops nitidus Simon, 1907
- Nops proseni Birabén, 1954
- Nops siboney Sánchez-Ruiz, 2004
- Nops simla Chickering, 1967
- Nops sublaevis Simon, 1893
- Nops toballus Chickering, 1967
- Nops ursumus Chickering, 1967
- Nops variabilis Keyserling, 1877
- Nops virginicus Sánchez-Ruiz, 2010